# Indio Mara
El indio Mara o Cacique Mara es una figura controvertida de la historia del estado Zulia (Venezuela) cuya presencia ha sido afirmada y negada, por distintos cronistas históricos, pero es importante señalar sus rasgos de heroísmo y audacia, virtudes patentes en el aborigen de la cuenca del lago de Maracaibo.

## Historia
Se ha dicho que era el jefe supremo de los pobladores prehispánicos cuando llegó Alonso de Ojeda. Debía tener para esa época veinticinco años y vivía en una de las islas, posiblemente Providencia. Era astuto, discreto, de valor probado y respetado por todos sus súbditos y vecinos de otras tribus.
Asimismo se ha dicho que murió hacia 1529, en batalla librada contra las tropas de Ambrosio Alfínger, y esa muerte generó a su vez otra leyenda, ya que se cuenta que sus seguidores gritaron «Mara-cayó... Mara-cayó», que por distorsión fonética dio origen a la palabra Maracaibo. Esta versión es solo una leyenda hermosa y heroica, ya que en ninguno de los historiadores de Indias aparece citado el nombrado cacique y además ya existía un poblado indígena con el nombre de Maracaibo, antes de la llegada de Ambrosio Alfínger, como está registrado en el mapa de Alonso de Chávez de 1525.
David Belloso Rossell revisó todos los cronistas autorizados del descubrimiento y la conquista y sólo en fray Pedro Simón, quien llegó al Nuevo Mundo 50 años más tarde, en sus Noticias Historiales de la Conquista de Tierra Firma de las Indias Occidentales, halló la cita de un cacique llamado Maracaibo, de quien quedó el nombre de la Nueva Zamora. No es aceptable decir que el nombre de Mara vino por apócope de Maracaibo, ya que elimina más letras de las que dejó y, por lo tanto, sostiene que fue una ficción histórica el nombre de Mara y que quizás fue posible la existencia del cacique Maracaibo. Se ha señalado incluso el nombre de su sucesor e hijo, Guaimaral, ligado a la leyenda de la princesa Zulia. 
Vinicio Nava Urribarí señala que el indio Mara verdaderamente existió, en dos documentos de incontrastable valor histórico, a saber: como el suscrito por los alcaldes de Maracaibo en memoria elevada a la Corona Española en 1577, donde en el punto 42 indica que en una isla llamada por los aborígenes Maracaibo y que se hallaba enfrente de esta ciudad, residía el cacique principal Mara; y , el otro, el manifiesto de los patriotas de la Escuela de Cristo, 1 de marzo de 1812, en el cual estos invocan al valiente cacique Mara para infundir valentía a todos los que conspiraban contra el gobierno virreinal.

## Plaza Indio Mara en Maracaibo
Sea leyenda o realidad, su nombre ha formado parte del acervo heroico del pueblo zuliano y así en los 450 años del descubrimiento del Lago de Maracaibo se construyó una plaza monumental con su nombre en la avenida 5 de julio, sector El Paraíso, costeada por las compañías petroleras extranjeras que operaban en el Zulia; su escultor fue el español Antonio Rodríguez del Villar y para la colocación de su primera piedra, el 22 de agosto de 1949, la junta en pleno de la celebración, presidida por Manuel Belloso, y con el discurso de orden de José Ortín Rodríguez, entonces director de Cultura de la Universidad del Zulia, se dio inicio a esa plaza, con figuras de tamaño natural, cuyas estatuas femeninas se modelaron con la presencia de Flor Enmanuel, única reina de la agricultura que ha tenido Venezuela. Esta plaza fue remodelada para el V Centenario del Encuentro de Dos Culturas en América (1992), donde se le agregó en cada extremo un nuevo elemento escultórico, como lo fue la colocación de una especie de floreros, en forma de rostro humano con rasgos indianos, del artista Ildebrando Rossi.